# National Centre for Radio Astrophysics
National Center for Radio Astrophysics (NCRA; hindi: राष्ट्रीय रेडियो खगोल भौतिने) är en forskningsinstitution i Indien inom området för radioastronomi. Det ligger på Pune Universitys campus (strax bredvid Inter-University Centre for Astronomy and Astrophysics, IUCAA). National Center for Radio Astrophysics är en del av Tata Institute of Fundamental Research, Bombay, Indien. NCRA har ett aktivt forskningsprogram inom många områden av astronomi och astrofysik, vilket inkluderar studier av solen, interplanetära scintillationer, pulsarer, interstellära mediet, aktiva galaxer och kosmologi och särskilt inom det specialiserade området radioastronomi och radioinstrumentering. NCRA erbjuder även spännande möjligheter och utmaningar inom teknikområden som analog och digital elektronik, signalbehandling, antenndesign, telekommunikation och mjukvaruutveckling.
NCRA har satt upp Giant Metrewave Radio Telescope (GMRT), världens största teleskop som arbetar på metervåglängder beläget i Khodad, 80 km från Pune. NCRA driver också Ooty Radio Telescope (ORT), som är ett stort cylindriskt teleskop som ligger nära Udhagamandalam, Indien.

## Historia
Centret har sina rötter i Radio Astronomy Group of Tata Institute of Fundamental Research TIFR, som bildades i början av 1960-talet under ledning av Govind Swarup. Gruppen designade och byggde Ooty Radio Telescope. I början av 80-talet föreslogs en ambitiös plan för ett nytt teleskop - Giant Metrewave Radio Telescope. Eftersom platsen som valts för detta nya teleskop låg nära Pune, byggdes ett nytt hem för gruppen på det natursköna campuset vid Pune University. Radioastronomigruppen förvandlades till National Center for Radio Astrophysics vid denna tidpunkt.

## Forskning
National Center for Radio Astrophysics vid Tata Institute of Fundamental Research (NCRA-TIFR) är ett institut för radioastronomi i Indien. Forskningsverksamheten vid NCRA-TIFR är centrerad kring lågfrekvent radioastronomi, med forskning inom ett brett spektrum av områden, inklusive solfysik, pulsarer, aktiva galaktiska kärnor, interstellära mediet, supernovarester, Galactic Center, närliggande galaxer, starkt rödförskjutna galaxer, Fundamental Constant Evolution och återjoniseringens epok. NCRA-TIFR har byggt och driver det största styrbara radioteleskopet i världen, Giant Metrewave Radio Telescope, såväl som Ooty Radio Telescope, och arbetar vid gränserna för astronomi och astrofysik, liksom i instrumentutveckling.
I april 2019 publicerade forskare från NCRA under ledning av Divya Oberoi några av de djupaste radiobilderna av solen.

## Forskningsanläggningar
NCRA:s forskningsanläggningar har välutrustade bibliotek både vid NCRA och GMRT, datoranläggningar, Radio Physics Laboratory (Ett gemensamt initiativ från NCRA-TIFR och IUCAA) och framför allt två radioteleskop GMRT och ORT.

## Giant Metrewave Radio Telescope (GMRT)
NCRA har inrättat en unik anläggning för radioastronomisk forskning med hjälp av radiospektrumets metervåglängder, känd som Giant Metrewave Radio Telescope (GMRT). Den ligger på en plats cirka 80 km norr om Pune. GMRT består av 30 fullt styrbara gigantiska parabolskålar med vardera 45m diameter spridda över avstånd på upp till 25 km. GMRT är ett av de mest utmanande experimentella programmen inom grundläggande vetenskap som genomförs av indiska forskare och ingenjörer. GMRT är ett unikt instrument som öppnar himlen vid Metrewave-området i det elektromagnetiska spektrumet och med hjälp av tekniken för apertursyntes kan man göra högkänsliga kartor över himlen. Instrumentet är i nivå med andra radioteleskop i världen när det gäller upplösning. 

## Ooty Radio Telescope (ORT)
Ooty Radio Telescope (ORT, som det kallas) är en cylindrisk paraboloid med reflekterande yta, 530 meter lång och 30 meter bred, placerad på en kulle vars lutning på cirka 11 grader i nord-sydlig riktning som är densamma som latitud för ORT:s läge. Detta gör det möjligt att spåra himlakroppar cirka 10 timmar kontinuerligt från att de stiger upp i öster tills de går ner i väster, genom att helt enkelt rotera antennen mekaniskt längs dess långa axel. Teleskopet drivs på 326,5 MHz (en våglängd på 0,92 m) med 15 MHz användbar bandbredd. Teleskopets storlek gör det mycket känsligt. Det har designats och tillverkats helt i Indien.

## Radiofysiklaboratorium
Radio Physics Laboratory (RPL) är ett gemensamt initiativ från National Center for Radio Astrophysics (NCRA-TIFR) och Inter-University Center for Astronomy and Astrophysics (IUCAA). Den har satt upp flera radioantenner på själva campus. Dessa innehåller 3-meters och 4-meters radioantenner samt konstruktion av en 15-metersantenn på gång. RPL genomför en mängd olika studentutbildningsprogram inklusive två stora årliga program för alla Indien - Radio Astronomy Winter School for College Students (RAWSC) och Pulsar Observing for Students (POS).